# Oratorio della Madonna di Caravaggio (Stabio)
L'oratorio della Madonna di Caravaggio è situato a Stabio. 

## Storia
L'oratorio fu edificato negli anni 1754-1758 dalla Confraternita del Suffragio e ampliato nell'Ottocento con l'aggiunta del coretto; fu restaurato nel 1974. 

## Descrizione
L'edificio è in stile tadobarocco, con volte a cupola nella navata e nel presbiterio, affrescate nella seconda metà del secolo XVIII. 
Sulle pareti sono presenti oli su tela con la Madonna di Caravaggio di Bartolo Chizoleti del 1760, e l'Estasi di santa Teresa d'Avila di Antonio Rinaldi (1816-1875) degli anni 1865-1875 circa; due stendardi dipinti con le Anime purganti del secolo XVIII e secolo XIX. Nel coro, in una nicchia è custodita la statua lignea della Madonna di Caravaggio, del 1882, di Giuseppe Conza di Rovio.